# Liste der Monuments historiques in Le Frestoy-Vaux
Die Liste der Monuments historiques in Le Frestoy-Vaux führt die Monuments historiques in der französischen Gemeinde Le Frestoy-Vaux auf.

## Liste der Objekte
| Bezeichnung    | Beschreibung                                       | Standort                      | Kennzeichnung | Schutzstatus | Datum | Bild |
| -------------- | -------------------------------------------------- | ----------------------------- | ------------- | ------------ | ----- | ---- |
| Marienskulptur | Holz, polychrom gefasst, Ende des 16. Jahrhunderts | in der Kirche St-Léger (Lage) | PM60004837    | Inscrit      | 2007  |      |